# Szigetek régió
A Szigetek régió (angolul Islands Region) egyike Pápua Új-Guinea négy régiójának, amelyhez az Új-Guinea szigetétől keletre fekvő Bismarck-szigetek és a Salamon-szigetek északkeleti része tartozik . 
Ez Pápua Új-Guinea legkevésbé népes régiója. Népessége 2011-es adatok szerint egymillió 96 ezer.
A régióban az ausztronéz nyelvek az uralkodóak. Ásatások a lapita kultúra idejéből származó leleteket hoztak a felszínre a régióban.

## Felosztása
A régió öt tartományból áll:
- Bougainville autonóm régió
- Kelet-Új-Britannia tartomány
- Manus tartomány
- Új-Írország tartomány
- Nyugat-Új-Britannia tartomány

## Fordítás
Ez a szócikk részben vagy egészben  az   Islands Region című angol Wikipédia-szócikk ezen változatának fordításán alapul.  Az eredeti cikk szerkesztőit annak laptörténete sorolja fel. Ez a jelzés csupán a megfogalmazás eredetét és a szerzői jogokat jelzi, nem szolgál a cikkben szereplő információk forrásmegjelöléseként.